# Sac d'Alep
Guerres arabo-byzantines
Batailles
- Mu'tah (629)
- Ajnadayn (634)
- Damas (634)
- Fahl (635)
- Yarmouk (636)
- Jérusalem (636-637)

- Héliopolis (640)
- Nikiou (646)

- Sufétula (647)
- Tahouda (683)
- Mammès (688)
- Carthage (698)
- Oued Nini (698)

- 1re Constantinople (674-678)
- Sébastopolis (692)
- Tyane (~708)
- 2e Constantinople (717-718)
- Andrinople (718)
- Nicée (727)
- Akroinon (740)

- Kamacha (766)
- Invasion de l'Asie Mineure (782)
- Kopidnadon (788)
- Krasos (804)
- Invasion de l'Asie Mineure (806)
- Anzen (838)
- Amorium (838)
- Mauropotamos (844)
- Poson (863)
- Bathys Ryax (872 ou 878)

- Syracuse (877-878)
- Stelai ou 1re Milazzo (880)
- 2e Milazzo (888)
- Taormine (902)
- Garigliano (915)
- Détroit (965)
- Georges Maniakès en Sicile (1038-1040)

- Phœnix de Lycie (655)
- Keramaia (746)
- Conquête musulmane de la Crête (années 820)
- Damiette (853)
- Raguse (866-868)
- Kardia (~872-873)
- Golfe de Corinthe (~873)
- Céphalonie (880)
- Chalcis (~883)
- Thessalonique (904)

- Portes ciliciennes (878)
- Campagnes de Jean Kourkouas (926-944)
- Marach (953)
- Raban (958)
- Andrassos (960)
- Campagnes de Nicéphore II Phocas (956-969)
- Chandax (960-961)
- Alexandrette (971)
- Campagnes de Jean Tzimiskès (~950-975)
- Gués de l'Oronte (994)
- Alep (994-995)
- Apamée (998)
- Campagnes de Basile II (979-999)
- Azâz (1030)

Le sac d'Alep en décembre 962 est la prise de la cité d'Alep par l'Empire byzantin, à l'occasion d'une campagne du général Nicéphore Phocas. C'est un succès d'ampleur car la ville est la capitale de l'émirat des Hamdanides, alors dirigé par Sayf al-Dawla, l'un des principaux adversaires de l'Empire.

## Contexte
En octobre 944, l'émir hamdanide Sayf al-Dawla prend Alep et étend sa domination sur le nord de la Syrie, depuis Homs dans le sud jusqu'à la frontière avec les Byzantins au nord-ouest et à la Haute Mésopotamie. Sous son contrôle, Alep devient la principale cité du nord de la Syrie. De nombreuses constructions sont entreprises, notamment le grand palais d'Halbas qui comprend de magnifiques jardins et un aqueduc. La cour hamdanide accueille aussi une importante activité culturelle qui, selon l'historien Stephen Humphreys, aurait tenu la dragée haute à n'importe quelle cour de l'Italie de la Renaissance,.
Du fait de la situation géographique de l'émirat, les Hamdanides deviennent les principaux acteurs du monde musulman face à l'expansion des Byzantins. À partir de 945 et jusqu'à la fin de sa vie, Sayf al-Dawla est engagé dans une quarantaine de batailles contre eux,. Au début, elles sont en sa faveur et il parvient à contrer les offensives byzantines. Le Domestique des Scholes Bardas Phocas l'Ancien est alors démis de ses fonctions et remplacé par son propre fils, Nicéphore Phocas. Entouré d'officiers de qualité, comme son frère Léon Phocas et son neveu, le futur Jean Ier Tzimiskès, il retourne la situation militaire. Désormais, les Byzantins progressent à nouveau. En 960, Sayf al-Dawla tente de profiter de l'invasion byzantine de la Crète pour envahir la Cappadoce mais il tombe dans une embuscade et est lourdement vaincu par Léon Phocas. S'il parvient de justesse à s'échapper, les historiens estiment aujourd'hui que cette défaite est un coup décisif porté à son pouvoir,,.

## Campagne de 962 et sac d'Alep
En 961, Nicéphore revient en Asie Mineure et conduit ses troupes à l'assaut de la cité d'Anazarbe en Cilicie, tuant une partie des habitants et expulsant le reste, avant d'en démolir les murailles. Selon les historiens modernes, il s'agit d'une politique délibérée de terre brûlée pour casser les communications entre la Syrie et la Cilicie et s'ouvrir la route vers Alep. En avril 962, il reprend l'offensive et ignore la Cilicie pour s'attaquer à Marach, Sisum, Duluk et Manbij, avant de sécuriser les cols occidentaux des monts de l'Anti-Taurus. Sayf al-Dawla envoie ses généraux, Qarghuyah et Naja al-Kasaki, pour mener des raids au sein du territoire byzantin tandis que lui-même essaie de reprendre le contrôle de la Cilicie et de reconstruire Anazarbe. Il est aussi possible que des négociations autour d'une trêve et d'un échange de prisonniers aient été menées pour duper les Hamdanides,.
En novembre, les Byzantins portent un coup à Sayf al-Dawla en prenant Manbij, la dernière grande cité au nord d'Alep. Au début du mois de décembre, Nicéphore Phocas vise désormais Alep. Les sources arabes livrent un nombre important d'informations, parfois contradictoires, ce qui complique la perception du déroulé exact des événements. Toutefois, ce qui est certain, c'est que Sayf al-Dawla ne semble pas s'attendre à une attaque aussi tard dans la saison. Les Byzantins se trouvent alors en supériorité numérique. Les Hamdanides n'ont que 4 000 soldats à leur disposition, les contraignant à mobiliser des troupes au dernier moment.
Au fur et à mesure de l'avancée des Byzantins, les Hamdanides tentent de s'opposer à eux mais de manière désordonnée. Sayf al-Dawla se positionne à Azaz mais se retire avant d'avoir pu affronter Nicéphore Phocas quand son lieutenant, Naja, se dirige d'abord vers Antioche avant de rejoindre Azâz, où il est vaincu par Jean Tzimiskès. Dans tous les cas, Nicéphore Phocas peut progresser sans trop d'encombres devant Alep.
Sayf al-Dawla tente bien de s'interposer devant la ville mais ses forces sont trop faibles et il préfère battre en retraite. Il fuit vers la forteresse de Balis, poursuivi par Tzimiskès, puis vers Sab'in. De même, Naja ne peut secourir Alep. Dans un premier temps, les Byzantins mettent à sac le palais d'Halbas, s'emparant d'un important butin dont le toit en or. Les habitants tentent de négocier mais ils sont désorganisés et Nicéphore en profite pour lancer l'assaut les 23 et 24 décembre. Si la citadelle tient bon, défendue par les Daylamites, la cité est pillée durant huit ou neuf jours et les murailles mises à bas,. Selon Yahya d'Antioche, la citadelle est attaquée par un neveu de Nicéphore, peut-être Théodore Parsakouténos, mais il est tué par un Daylamite. Sa tête, tranchée, est apportée à Nicéphore qui réplique en décapitant 1 200 prisonniers arabes.

## Conséquences
Après le sac, les Byzantins quittent la cité, non sans prendre avec eux 10 000 prisonniers et un important butin. Quand il revient dans sa capitale, Sayf al-Dawla la repeuple avec des réfugiés venus de Qinnasrīn.
Plusieurs historiens ont considéré le sac d'Alep comme un revers d'ampleur pour les Hamdanides. Néanmoins, cet événement n'est pas aussi critique que la conquête de la Cilicie par les Byzantins en 963-965. Garrood estime cependant que le coup porté au prestige de Sayf al-Dawla est décisif. Jusqu'à sa mort, son autorité est contestée par des révoltes et des querelles parmi ses subordonnés.